# Redes Energéticas Nacionais
REN - Redes Energéticas Nacionais, SGPS, S.A. (anteriormente Rede Eléctrica Nacional S.A.) es una empresa portuguesa. Sus actividades principales son la gestión global del sistema público de distribución de electricidad, con el objetivo de garantizar la estabilidad y seguridad del suministro de electricidad; las operaciones y desarrollo de la red de muy alto voltaje de la red de transporte de energía eléctrica en el territorio continental de Portugal; la gestión de las estaciones eléctricas de la compañía; y la invitación a licitación pública para la construcción y operación de nuevas plantas generadoras de electricidad.
La compañía también está involucrada en el almacenamiento y transporte de gas natural licuado, y posee y opera una terminal de regasificación de GNL en el puerto de Sines.